# Оподаткування
Оподаткування — законодавчо врегульований процес встановлення та утримання податків у країні, визначення їхніх розмірів і ставок, відповідних об'єктів та кола юридичних і фізичних осіб, що підлягають оподаткуванню, а також порядок сплати податків.
Законодавство переважної більшості держав розрізняє такі основні форми (типи) оподаткування:
- прогресивне;
- опосередковане;
- пропорційне;
- пряме.

Прогресивне оподаткування — побудоване на принципі збільшення податкових ставок залежно від зростання доходу, що оподатковується.
 Опосередковане оподаткування — належить до найпоширенішої форми оподаткування у ряді країн (Велика Британія, США та ін.), за якою податок стягується у вигляді надбавок до цін на товари, роботи й послуги. 
 Пропорційне оподаткування — нарахування і сплата податку з доходу здійснюється однаковими частинами, незалежно від розміру доходів платника.
 Пряме оподаткування — полягає в обчисленні та сплаті податків, що їх безпосередньо накладають на майно і доходи платників (юридичних і фізичних осіб), на відміну від оподаткування опосередкованого.
Важливим елементом оподаткування є його об'єкт — вид і обсяг доходу, майно та його вартість, природні об'єкти, окремі види діяльності, грошова виручка та ін., тобто все, що обкладається податками. Об'єкт оподаткування має відповідну одиницю вимірювання, що використовується для кількісного вираження податкової бази. Наприклад, при податковому обкладенні землі використовуються такі одиниці вимірювання: акр, гектар, сотка, квадратний метр; при встановленні акцизу на бензин, спирт, нафту тощо — тонна, літр, галон, барель; при оподаткуванні прибутку (доходу) — національна грошова одиниця. 

## Історія оподаткування
Історія податків являє собою одну з найцікавіших сторінок в історії господарств різноманітних країн. Хоча в кожній країні податки приймали свою форму, у цілому можна виділити кілька типових форм оподатковування.

### Данина
Історія податків починається з данини, якою завойовник обкладав скорені народи. Єдиним суспільним благом, яке отримували люди в обмін на цей вимушений платіж, була безпека (захист від інших ворогів), тому що завойовник прагнув захистити своє «джерело доходу» від зазіхань інших завойовників.
 Звичайно данина встановлювалася у вигляді спільного податку на співтовариство (плем'я, село тощо), який тим або іншим способом розподілявся потім між членами цього співтовариства.
 На Русі князі відправлялися на збір данини самостійно (це називалося «полудье») або очікували доставки податків додому («повоз»). Необхідність знати, яка кількість податних одиниць (людей, землі) знаходиться в країні, була основною причиною перших переписів населення. Наприклад, коли нормани захопили в 1066 році м. Англію, вони здійснили перший перепис, підсумком якого стала «Книга страшного суду».
 Коли татари завоювали Русь, вони намагалися обкласти населення подушним податком (напівгривня із сохи, де «соха» означала двох дорослих працівників) і для визначення величини данини теж проводили перепису населення.
 Чому перші прямі податки були подушними або земельними? Прибуткового податку бути не могло, тому що саме поняття «дохід» у господарстві без поділу праці і обміну не існувало. Кожний хлібороб виробляв для себе їжу, одяг, будував будинок і ремонтував віз, а в грошових угодах брав участь украй рідко — у підсумку його «дохід» визначити було вкрай важко.

### Помісна система
Головною турботою будь-якого монарха в середні віки була армія. В ті часи у Західній Європі це суспільне благо забезпечувалося помісною системою — король не стягував податків із свого населення, а роздавав окремі місцевості в годівлі своїм васалам і в обмін отримував зобов'язання військової служби. Сам король годувався за рахунок свого маєтку (домену). Васали мали лише деякі грошові зобов'язання (наприклад, викуп короля з полону або збір приданого для його доньки).
 Помісна система починала вводитися російським царем Іваном I паралельно з вже існуючими подушними податками. Все населення ділилося на служиве (що приносить державі податку службу) і тягле (що сплачує податок продуктами або грішми).
Після винаходу пороху й вогнепальної зброї помісна система стала занепадати, тому що однієї хоробрості й колючо-ріжучої зброї виявлялося недостатньо для перемоги над стріляючим з рушниць і гармат ворогом. Забезпечення зовнішньої безпеки зажадало виробництва технічно складної зброї і утримування солдат, що вміють ним користуватися. Оскільки кожний поміщик не міг забезпечити виробництво такої зброї, государеві довелося створити постійну армію, утримування якої вимагало грошей.

### «Цільові» податки
Причиною впровадження нових податків, як правило, були надзвичайні ситуації (наприклад, війни), що вимагали великих видатків. Государ звертався до народу із проханням зібрати грошей на війну. По суті це були цільові разові збори грошей з населення на разову купівлю суспільного блага.

### Церква й податки
Одним з перших податків, який на відміну від данини міг носити добровільний характер, був податок на користь Церкви. У найдавніших державах (Єгипті, Месопотамії, Індії, Китаї) він міг набувати форми жертвоприносини. Монарх (фараон, імператор тощо) часто був головним жерцем у державі і приймав ці жертвоприносини (натурою або грішми) для виконання обрядів або утримання храму. Саме храми були першими прообразами скарбниці. Накопичуючи великі запаси благ і грошей, храми могли фінансувати суспільні будівлі, займатися торговельними та кредитними операціями.
Згодом Церква мала свій, відособлений від держави бюджет і збирала свій власний податок, який називався десятиною (10 % урожаю або іншої форми доходу).

### Акцизи
Однієї з перших різновидів акцизу були мита, які стягувалися з будь-якого товару, який купець увозив у місто на ринок.
У XVII ст. акцизи були дуже поширені і у бюджетах багатьох країн — ці непрямі податки становили дуже велику частку — понад 50 %.
Акциз на алкоголь теж відомий із часів Київської Русі (він називався «медяна данина», «збір із солоду», «бражне мито»). Розмір і спосіб стягування цього податку постійно змінювався аж до XX ст. «Питний збір» був основною статтею доходу російської скарбниці. В 1890 р. цей акциз приніс скарбниці в 10 разів більше, ніж будь-який інший, — 253 млн рублів.

### Податки на розкіш
Податок на розкіш є сумішшю прибуткового податку й акцизу, тому що призначений для додаткового обкладання багатших людей (володіння предметом розкоші було мірою багатства), але фактично підвищує ціну споживання окремих благ.
Наприклад, у самому кінці XVIII ст. багато податків на розкіш запровадив у своїй країні англійський міністр фінансів Вільям Пітт — податки на виїзних коней, собак, карети, герби, годинник, рукавички, рушниці і т. д. По одній з версій істориків, У. Пітт хотів цим підготувати публіку до впровадження прибуткового податку. Надзвичайно вигідним виявився податок на пудру, який за один рік завдяки підвищеній моді на неї приніс скарбниці 200 тис. фунтів стерлінгів.
У XVII ст. в Австрії існував податок на чоботи й черевики, які теж були свідченням добробуту, а також податок на балкон або еркер, в основі якого лежала теорія про те, що балкон або еркер спочивають на повітряній колоні, що спирається на міську землю, за використання якої треба платити.
У Франції до XIX ст. існував податок на вікна і двері, що виходять на вулицю (кількість останніх як би свідчила про багатство власника). Безпосереднім наслідком цього податку було те, що люди стали прагнути по можливості зменшити кількість вікон і дверей або «звернути» їх у двір.

### «Виправні» податки
Іноді причиною впровадження податків ставало прагнення змінити поведінку населення країни. Наприклад, податок на споживання іноземної розкоші повинен був крім усього іншого сприяти зменшенню відтоку грошей за кордон.

### Прибутковий податок
Прибутковий податок існує всього близько 200 років. Уперше він був введений згадуваним вище У. Піттом у Великій Британії в 1799 р., коли виникнула необхідність фінансувати війну із Францією. Але довгий час прибутковий податок не мав великого значення.
В інших країнах прибутковий податок уводиться тільки на рубежі XIX і XX ст. (наприклад, у США — тільки в 1913 р.). В наш час цей податок є одним з основних джерел доходів бюджету практично всіх країн.

## Принципи
Принципи оподаткування — це універсальні категорії, дія яких проявляється в усіх інститутах податкового права: в системі податків і зборів, їх встановленні і введенні, виконанні податкового зобов'язання, правовому статусі учасників податкових правовідносин, механізмі податкового контролю і відповідальності, оскарженні. В цьому полягає базовий характер будь-якого принципу — закласти правовий «фундамент» відокремленої групи норм, не зливаючись з ними по змісту.
Принципи оподаткування виконують ряд функцій:
- доктринально-орієнтаційну;
- нормативно-орієнтаційну;
- індивідуально-орієнтаційну.

Відповідно до статті 4 Податкового кодексу України податкове законодавство України ґрунтується на таких принципах:
- загальність оподаткування — кожна особа зобов'язана сплачувати встановлені цим Кодексом, законами з питань митної справи податки та збори, платником яких вона є згідно з положеннями цього Кодексу;
- рівність усіх платників перед законом, недопущення будь-яких проявів податкової дискримінації — забезпечення однакового підходу до всіх платників податків незалежно від соціальної, расової, національної, релігійної приналежності, форми власності юридичної особи, громадянства фізичної особи, місця походження капіталу;
- невідворотність настання визначеної законом відповідальності у разі порушення податкового законодавства;
- презумпція правомірності рішень платника податку в разі, якщо норма закону чи іншого нормативно-правового акта, виданого на підставі закону, або якщо норми різних законів чи різних нормативно-правових актів припускають неоднозначне (множинне) трактування прав та обов'язків платників податків або контролюючих органів, внаслідок чого є можливість ухвалити рішення на користь як платника податків, так і контролюючого органу;
- фіскальна достатність — встановлення податків та зборів з урахуванням необхідності досягнення збалансованості витрат бюджету з його надходженнями;
- соціальна справедливість — установлення податків та зборів відповідно до платоспроможності платників податків;
- економічність оподаткування — установлення податків та зборів, обсяг надходжень від сплати яких до бюджету значно перевищує витрати на їх адміністрування;
- нейтральність оподаткування — установлення податків та зборів у спосіб, який не впливає на збільшення або зменшення конкурентоздатності платника податків;
- стабільність — зміни до будь-яких елементів податків та зборів не можуть вноситися пізніше як за шість місяців до початку нового бюджетного періоду, в якому будуть діяти нові правила та ставки. Податки та збори, їх ставки, а також податкові пільги не можуть змінюватися протягом бюджетного року;
- рівномірність та зручність сплати — установлення строків сплати податків та зборів, виходячи із необхідності забезпечення своєчасного надходження коштів до бюджетів для здійснення витрат бюджету та зручності їх сплати платниками;
- єдиний підхід до встановлення податків та зборів — визначення на законодавчому рівні усіх обов'язкових елементів податку.

## Оподаткування та принцип ненападу
Згідно лібертаріанського підходу, оподаткування — одна з форм агресії на основі суспільного договору, тобто оподаткування порушує принцип ненападу.
- перспективи для України: Монографія / В.Ф. Нестерович. – Луганськ: РВВ ЛДУВС імені Е.О. Дідоренка, 2010. – 752 с.
- https://web.archive.org/web/20180218064115/http://economics.wid